# Hrabstwo Blue Earth

Piramida wieku hrabstwa

Hrabstwo Blue Earth ze stolicą w Mankato znajduje się w południowej części stanu Minnesota w USA. Nazwa hrabstwa pochodzi od rzeki Blue Earth. Według danych z roku 2005 zamieszkuje je 58 030 mieszkańców, z czego 94,96% stanowią biali.

## Warunki naturalne
Hrabstwo zajmuje obszar 1984 km² (766 mi²), z czego 1949 km² (752 mi²) to lądy, a 35 km² (14 mi²) wody. Graniczy z 7 innymi hrabstwami:
- Hrabstwo Nicollet (północ)
- Hrabstwo Le Sueur (północny wschód)
- Hrabstwo Waseca (wschód)
- Hrabstwo Faribault (południe)
- Hrabstwo Martin (południowy zachód)
- Hrabstwo Watonwan (zachód)
- Hrabstwo Brown (północny zachód)

### Główne szlaki drogowe
| - U.S. Highway 14 - U.S. Highway 169 - Minnesota State Highway 22 - Minnesota State Highway 30 | - Minnesota State Highway 60 - Minnesota State Highway 66 - Minnesota State Highway 68 - Minnesota State Highway 83 |

## Miasta

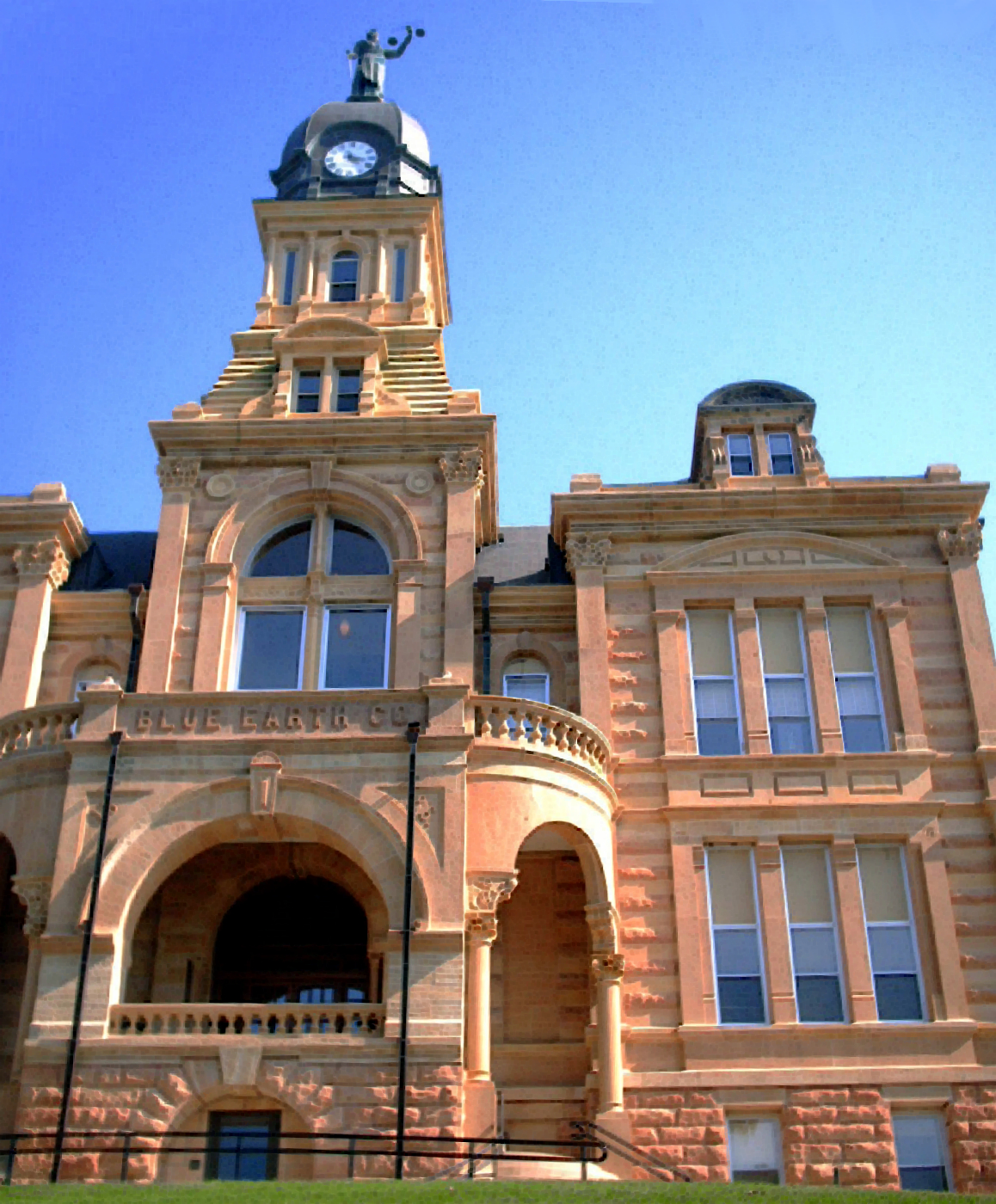
Gmach sądu hrabstwa Blue Earth

- Amboy
- Garden City (CDP)
- Eagle Lake
- Good Thunder
- Lake Crystal
- Madison Lake
- Mankato
- Mapleton
- North Mankato
- Pemberton
- Skyline
- St. Clair
- Vernon Center